# Russula emetica
Russula emetica (Jacob Christian Schäffer, 1763/1774 ex Christian Hendrik Persoon, 1796) denumită în popor vinețica focului, scuipatul dracului, stupitul satanei sau pâinișoară piperată, este o specie de ciuperci foarte otrăvitoare a încrengăturii Basidiomycota din familia Russulaceae și de genul Russula care coabitează, fiind un simbiont micoriza (formează micorize pe rădăcinile arborilor). Ea precum variațiile ei se pot găsi în România, Basarabia și Bucovina de Nord, crescând solitare sau în grupuri mai mici în zonele umede ale pădurilor de conifere sub molizi și mult mai rar în cele de foioase, acolo mai ales sub fagi. Soiul preferă soluri puțin adânci, pe teren mlăștinos sau turbăros, ce se întinde deasupra unor materiale carbonate. Timpul apariției este din iulie până în octombrie (noiembrie).

## Descriere

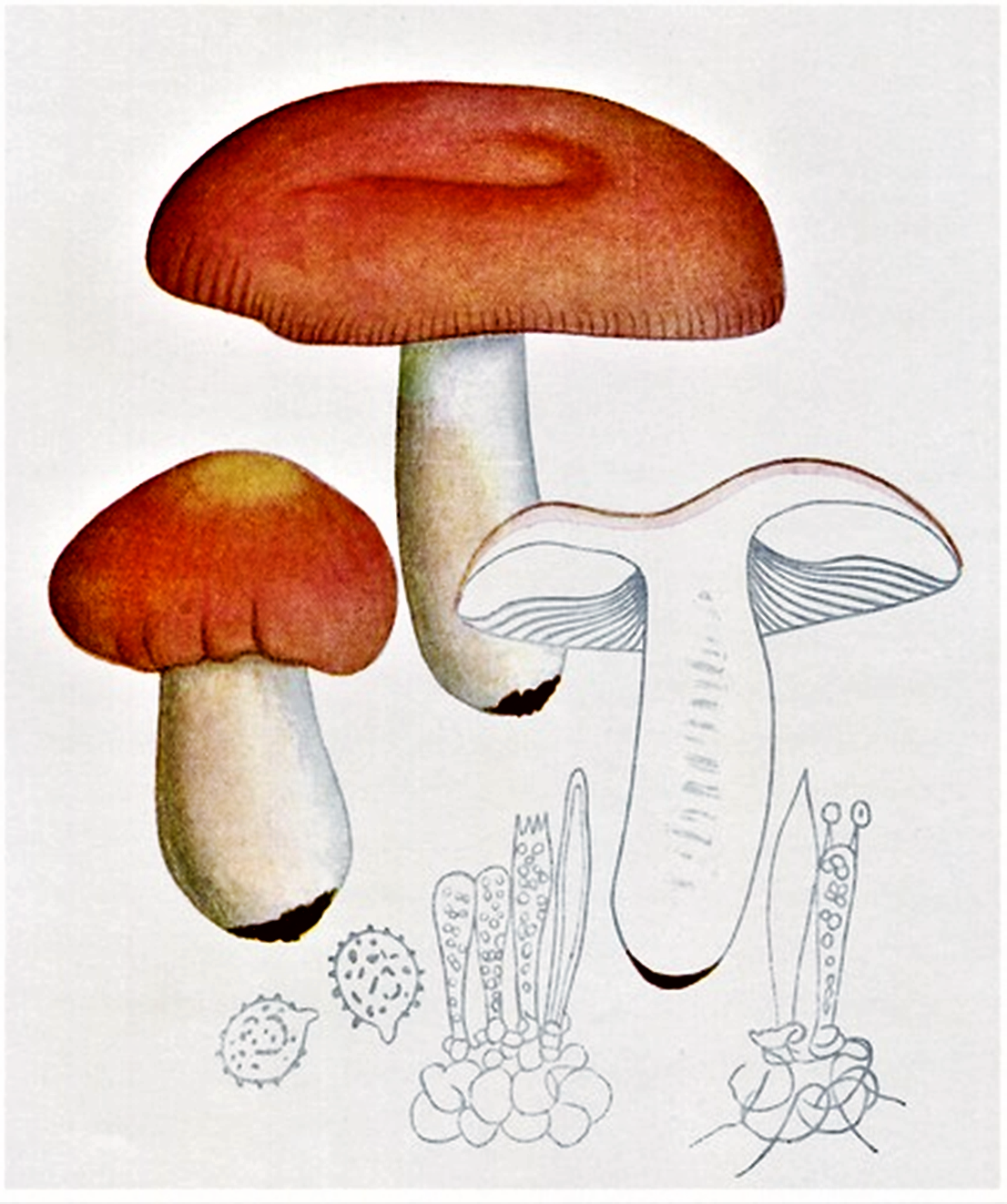
Bres.: Russula emetica

- Pălăria: este de mărime medie pentru ciuperci plin dezvoltate cu un diametru de aproximativ 5-11 cm, inițial semisferică cu marginea răsfrântă spre picior, apoi din ce în ce mai plată și la sfârșitul maturizării adâncită cu mici cocoașe și margine striată în special la bătrânețe. Cuticula este ușor de îndepărtat, fiind netedă și lucioasă și unsuroasă când vremea este umedă. Culoarea pălăriei diferă, putându-se schimba de la tipicul roșu-aprins la roz-deschis, câteodată cu pete mai decolorate albe sau ocru. Coloritul pălăriei este solvabil în apă.
- Lamelele:  sunt la început dese, mai târziu destul de depărtate, cam late și de aceeași lungime, rar bifurcate, la maturitate bulboase precum nu aderate la picior. Ele sunt pentru mult timp albe, dar se îngălbenesc la buretele matur.
- Piciorul: are o înălțime de 5-8 cm și o lățime de 1,2-2 cm, fiind în tinerețe relativ compact și solid cu timpul împăiat,  în sfârșit gol și fragil, cilindric, cu baza uneori îngroșată, alteori subțiată, arătându-se la suprafață foarte fin zgrunțuros. Piciorul este alb, dar la maturitate, tinde să se îngălbenească, arătând câteodată chiar tonuri de roz, în special la bază.
- Carnea: este albă, spongioasă și relativ moale, având un miros slab de fructe precum un gust respingător și extrem de iute (efect de abia după câteva secunde). Sub cuticulă este de culoare roșiatic-roză.
- Caracteristici microscopice: are spori cu o mărime de 9-11 x 7,5-8,5 microni, rotunjori până lunguieți, ascuțit-reticulari și verucoși, pulberea lor fiind albă.[3][4]
- Reacții chimice: Buretele se decolorează cu anilină încet galben de lămâie, devenind după ore roșu și cu sulfovanilină albastru-negricios.[5]

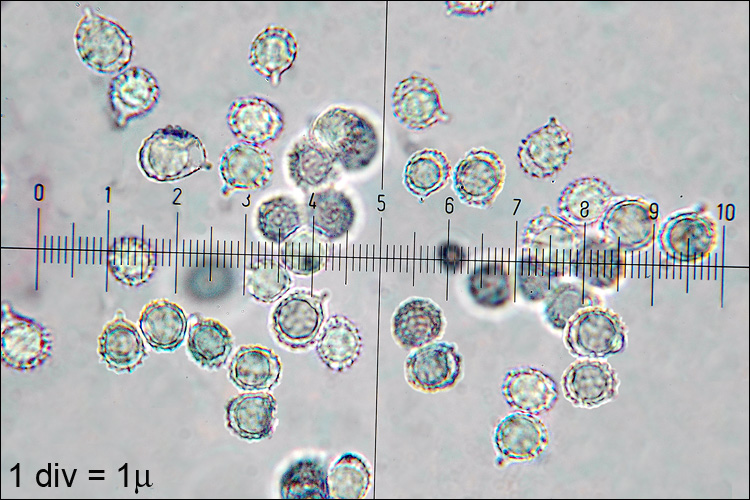
R. emetica, spori
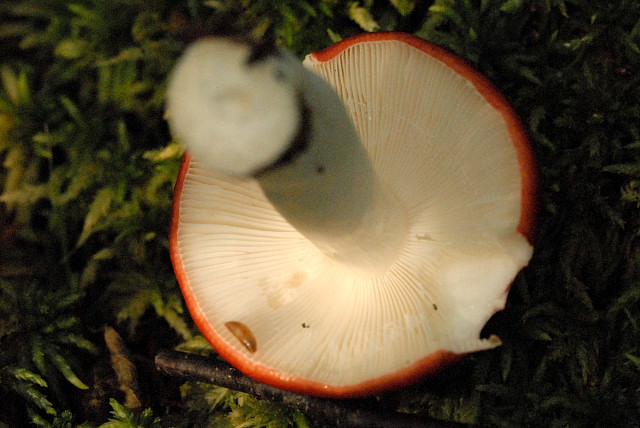
R. emetica lamele și picior
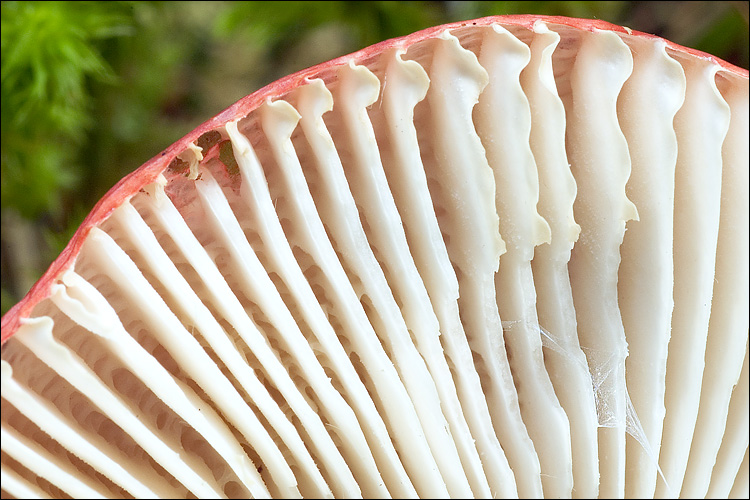
R. emetica, lamele din apropiere
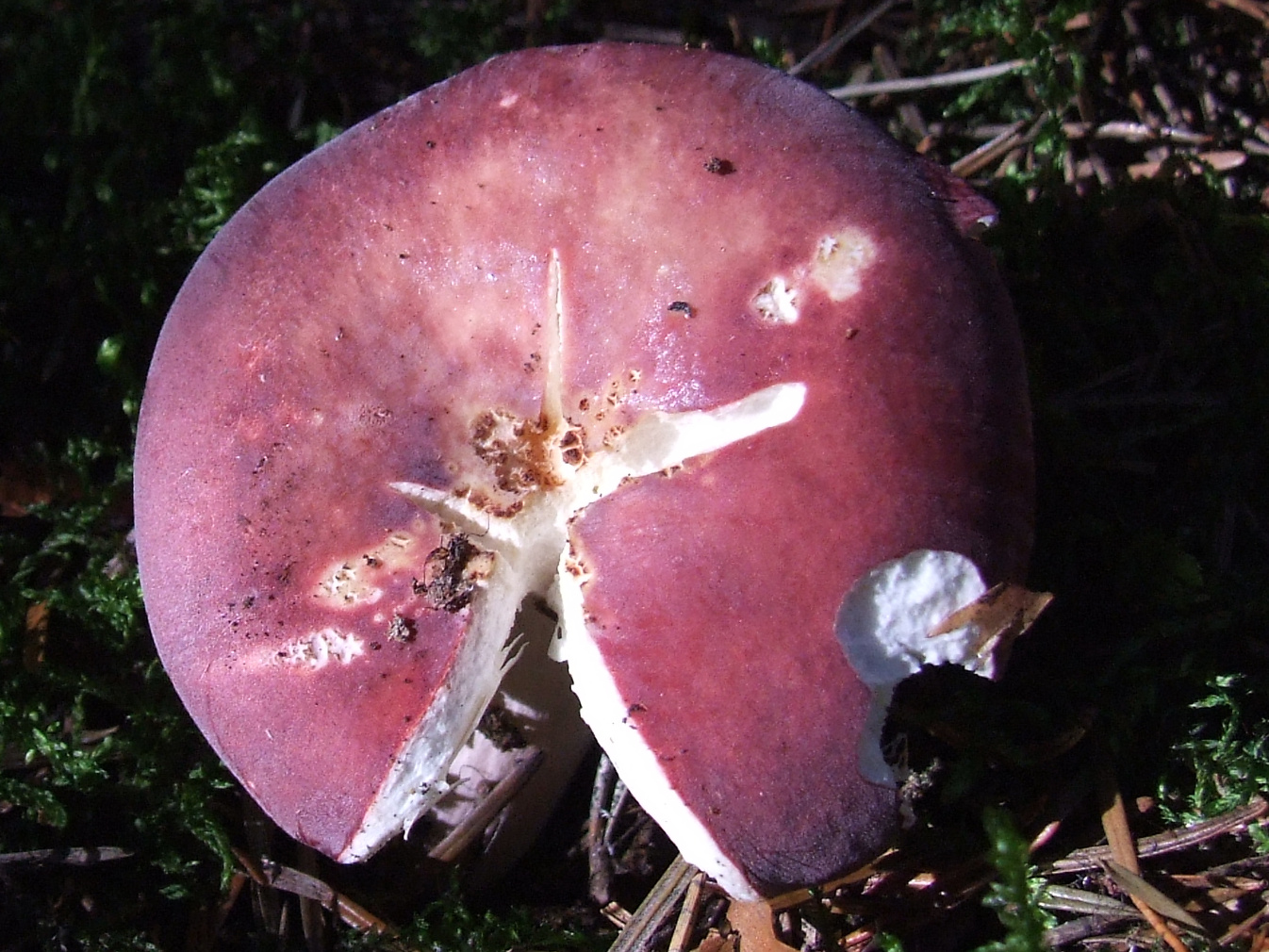
R. emetica roză

## Toxicitate
Toxicologia acestei ciuperci foarte otrăvitoare nu se poate descrie exact, fiind cuprinsă sub termenul sindrom resinoidian. Nu este posibil de a detoxifica-o prin fierbere, uscare sau sărare cum se poate citi câteodată. Foarte periculos este consumul crud pentru a dovedi de exemplu cuiva suportarea iuțimii. Pentru intoxicare ajung doze mici. Simptomele se arată foarte repede, deja un sfert de oră după consum, prin slăbiciune, anxietate, amețeală care sunt atât de puternice, încât statul în picioare devine imposibil, urmat de stări de greață și vărsături, probleme acute și severe la nivel gastrointestinal cu crampe și diaree  puternice, durerile de stomac durând până la opt zile. Pentru a atenua tulburările se recomandă băut de lapte rece și comprese calde la nivelul abdomenului. Adesea oară se prezintă dificultăți respiratorii care sunt periculoase pentru bolnavi de plămâni.

## Confuzii
Vinețica focului se poate confunda cu alte soiuri otrăvitoare ca de exemplu variațiile ei Russula betularum, Russula grisescens, Russula fragilis, Russula silvicola sin. Russula silvestris și în special cu Russula nobilis (vinețica nobilă) sau cu Russula luteotacta, Russula mesospora sin. Russula intermedia, Russula persicina, Russula pseudointegra, Russula rhodopus Russula rubra respectiv Russula sanguinea.
De asemenea, Russula emetica poate fi confundată cu specii comestibile cum sunt Russula aurea, Russula decipiens, Russula decolorans, Russula integra, Russula paludosa, Russula rosea sin. Russula lepida, Russula vesca (se decolorează cu sulfat de fier portocaliu-roșu)  sau Russula xerampelina.

## Ciuperci asemănătoare

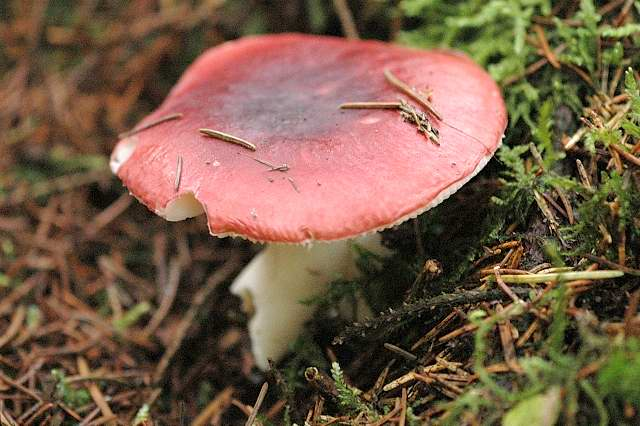
!Russula.badia!
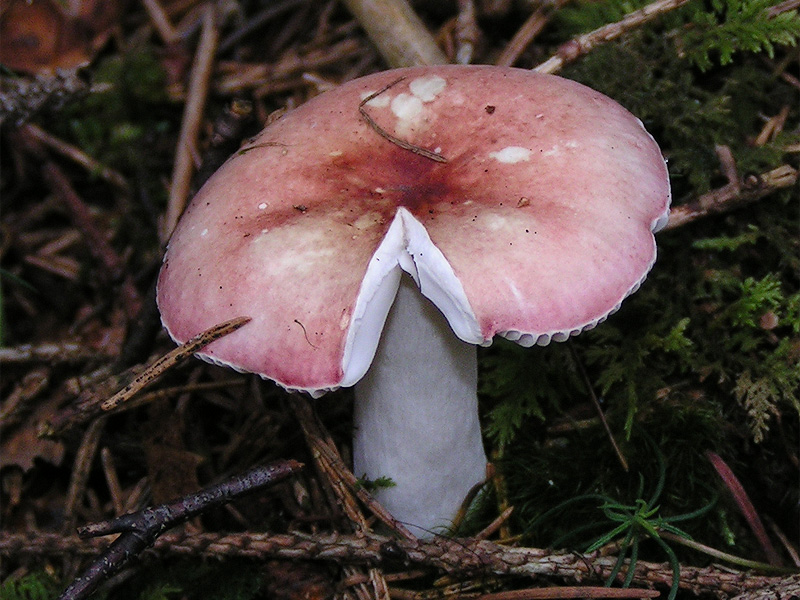
!!R. betularum!!
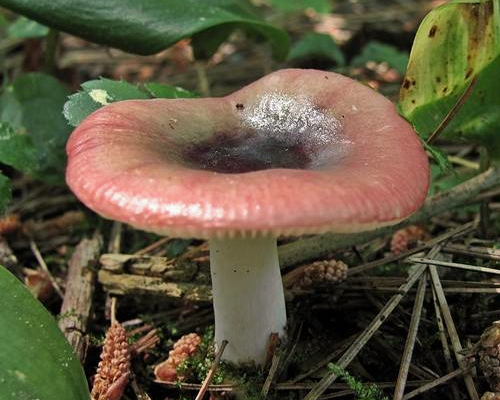
!!R. fragilis!!
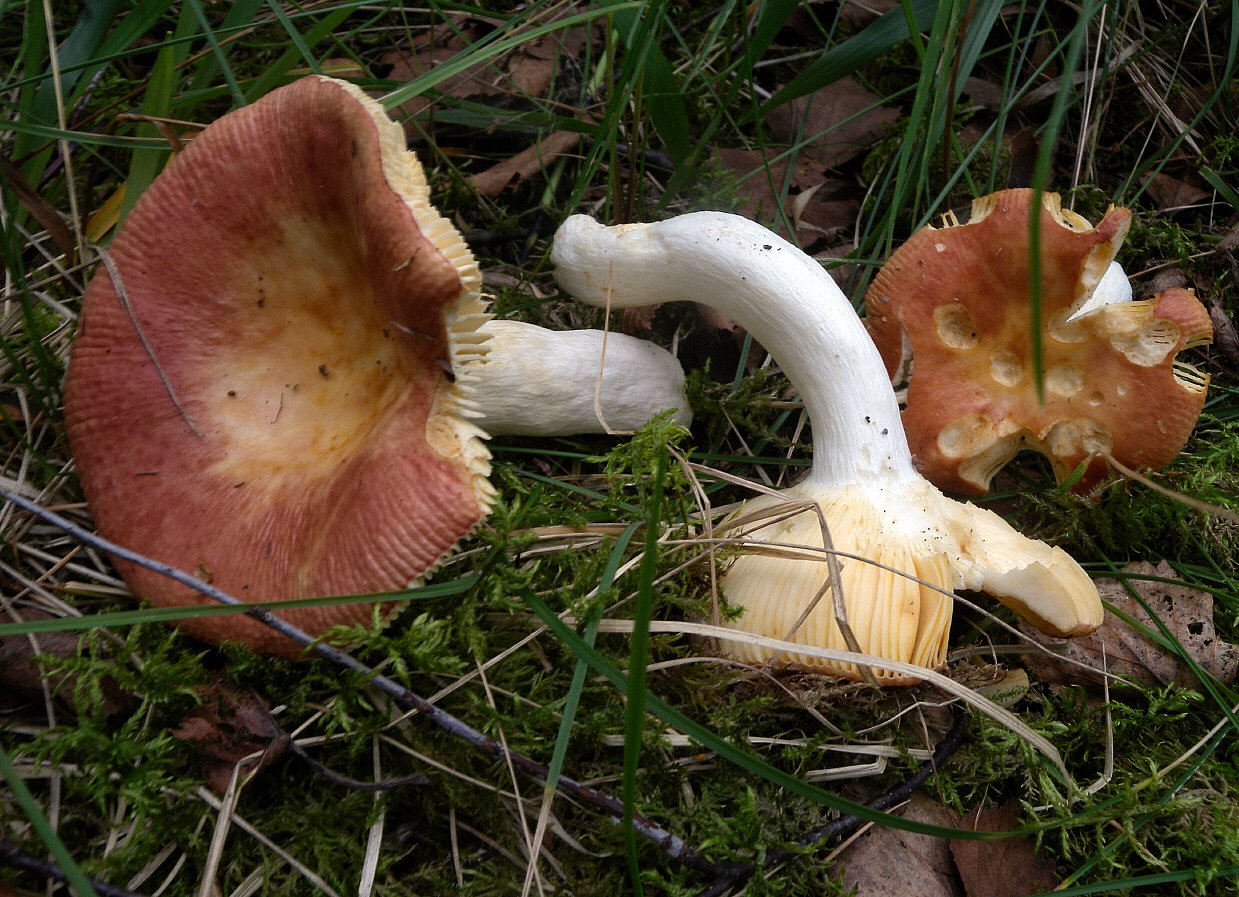
!Russula mesospora!
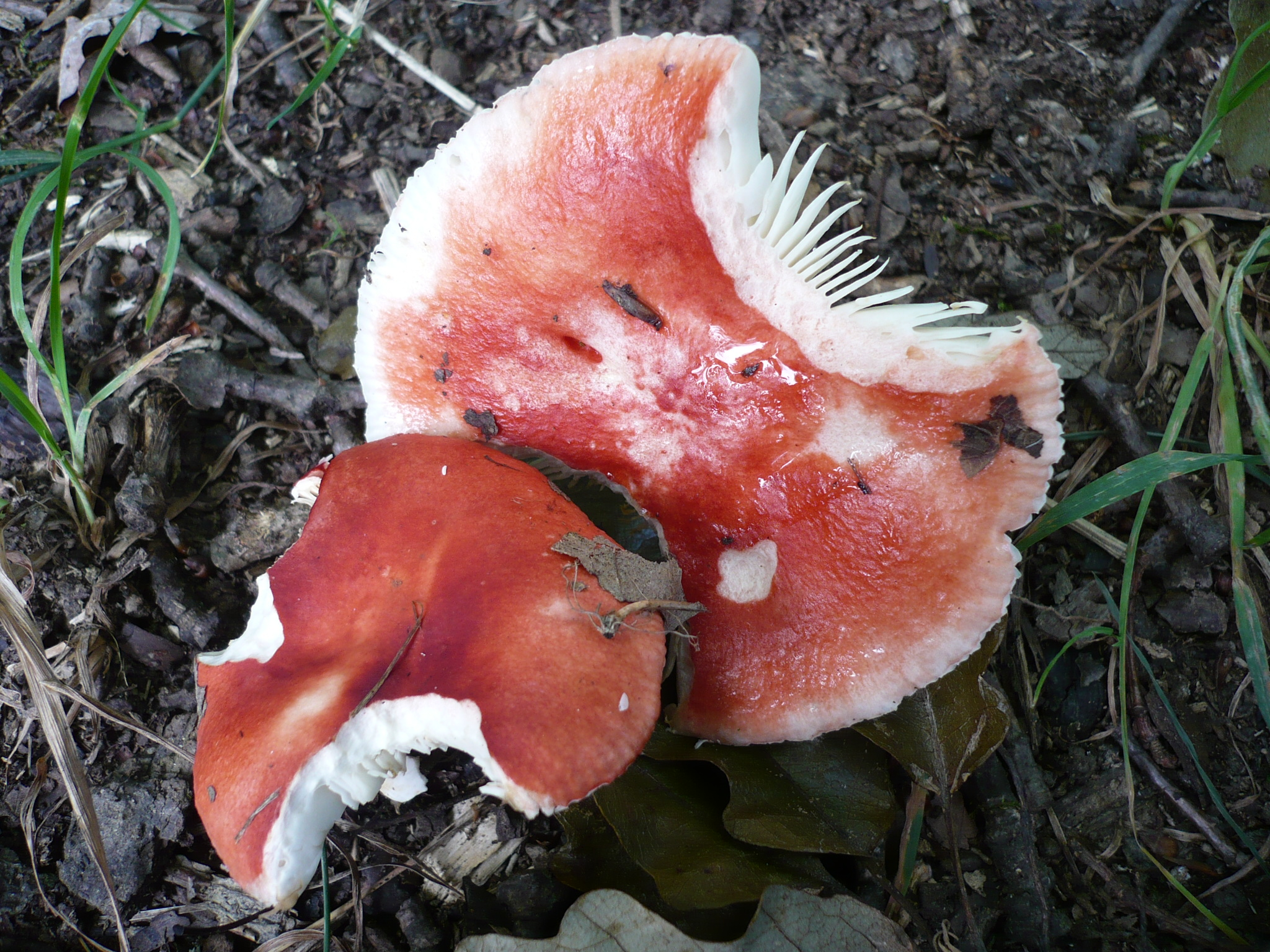
!Russula luteotacta!
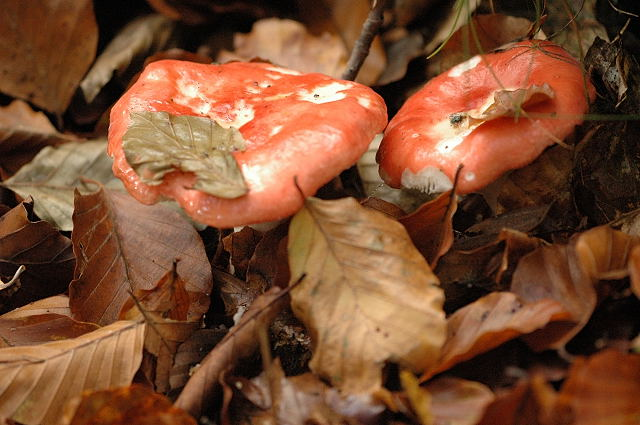
!!Russula nobilis!!
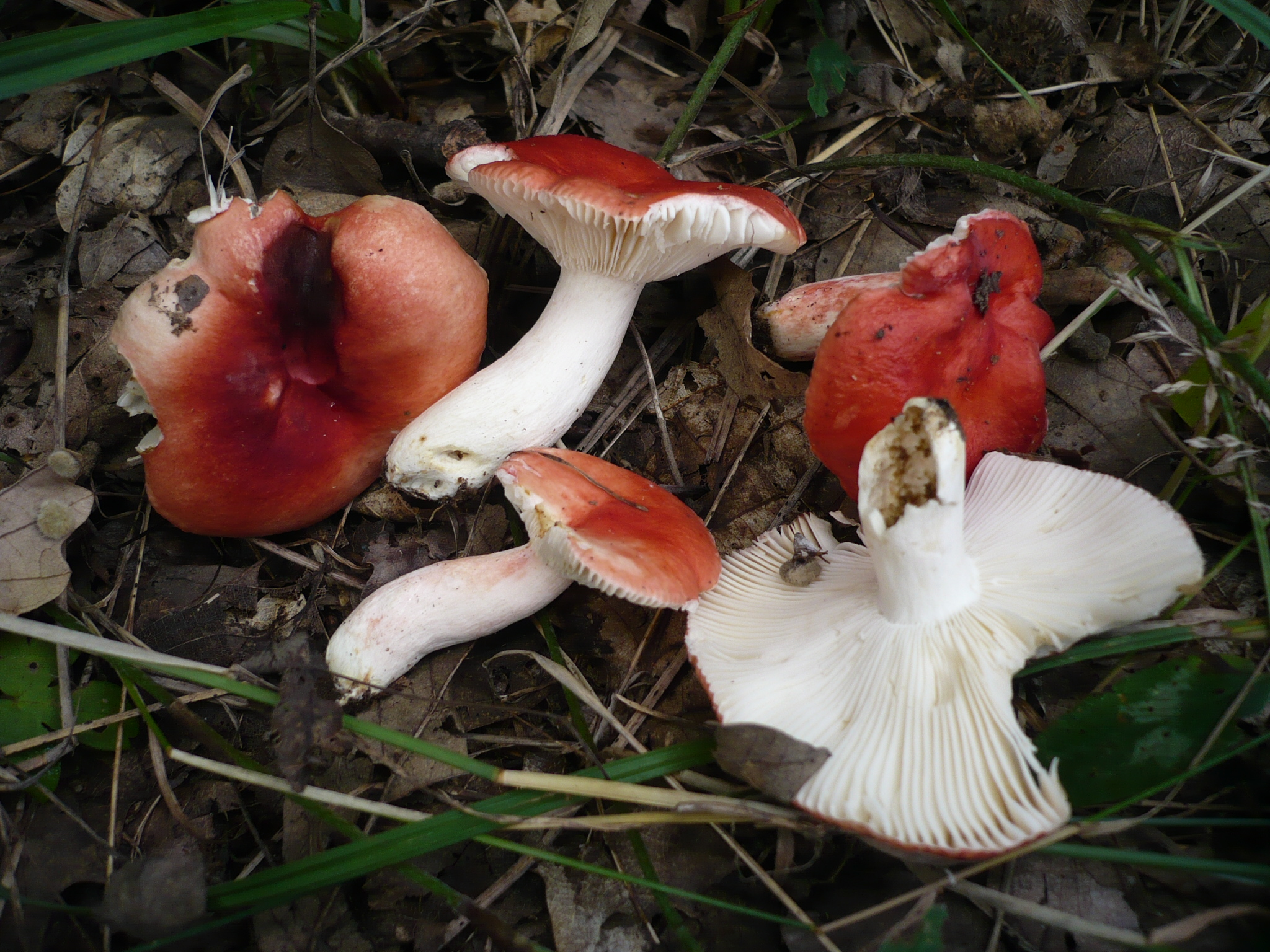
!Russula persicina!
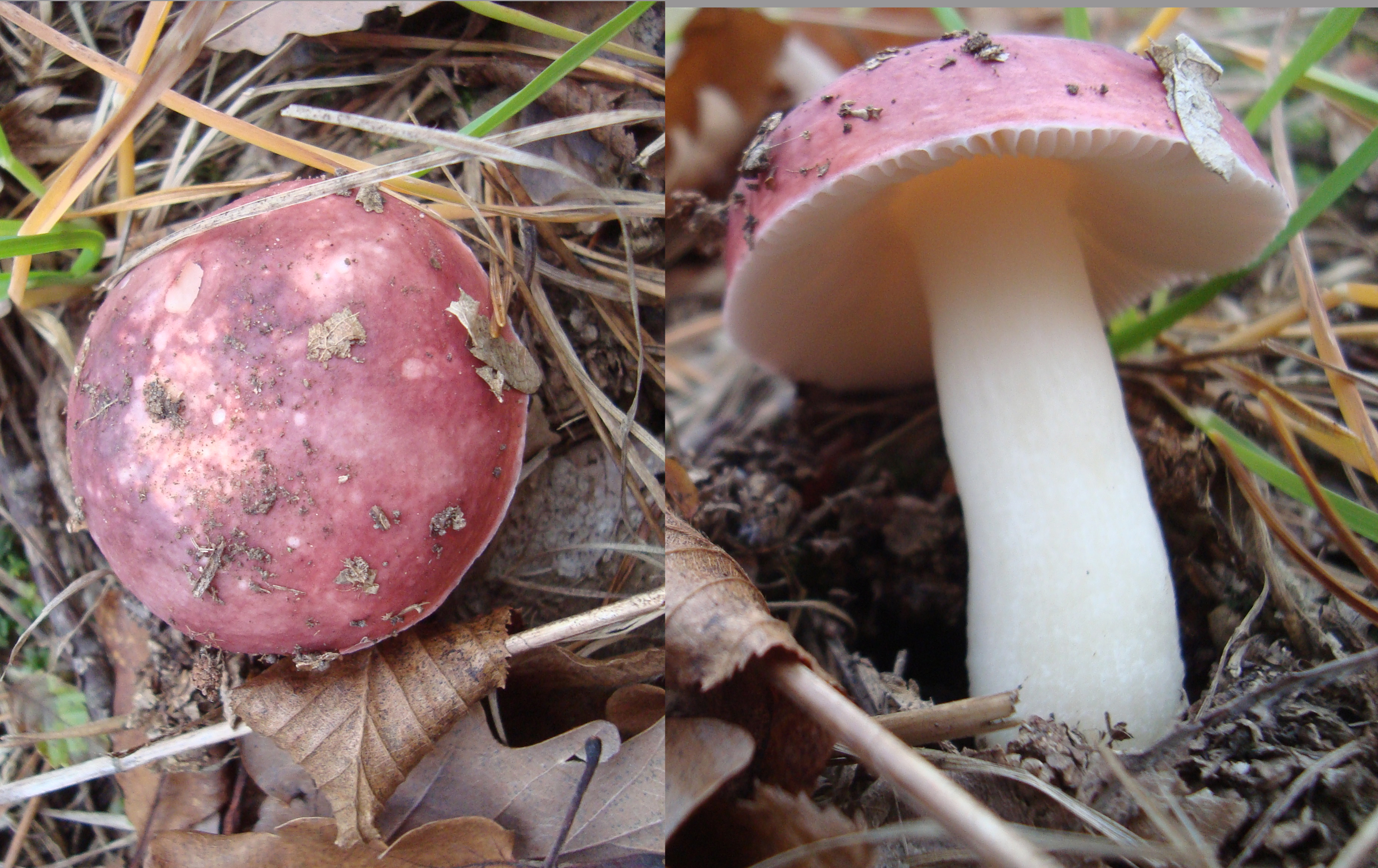
!Russula pseudointegra!
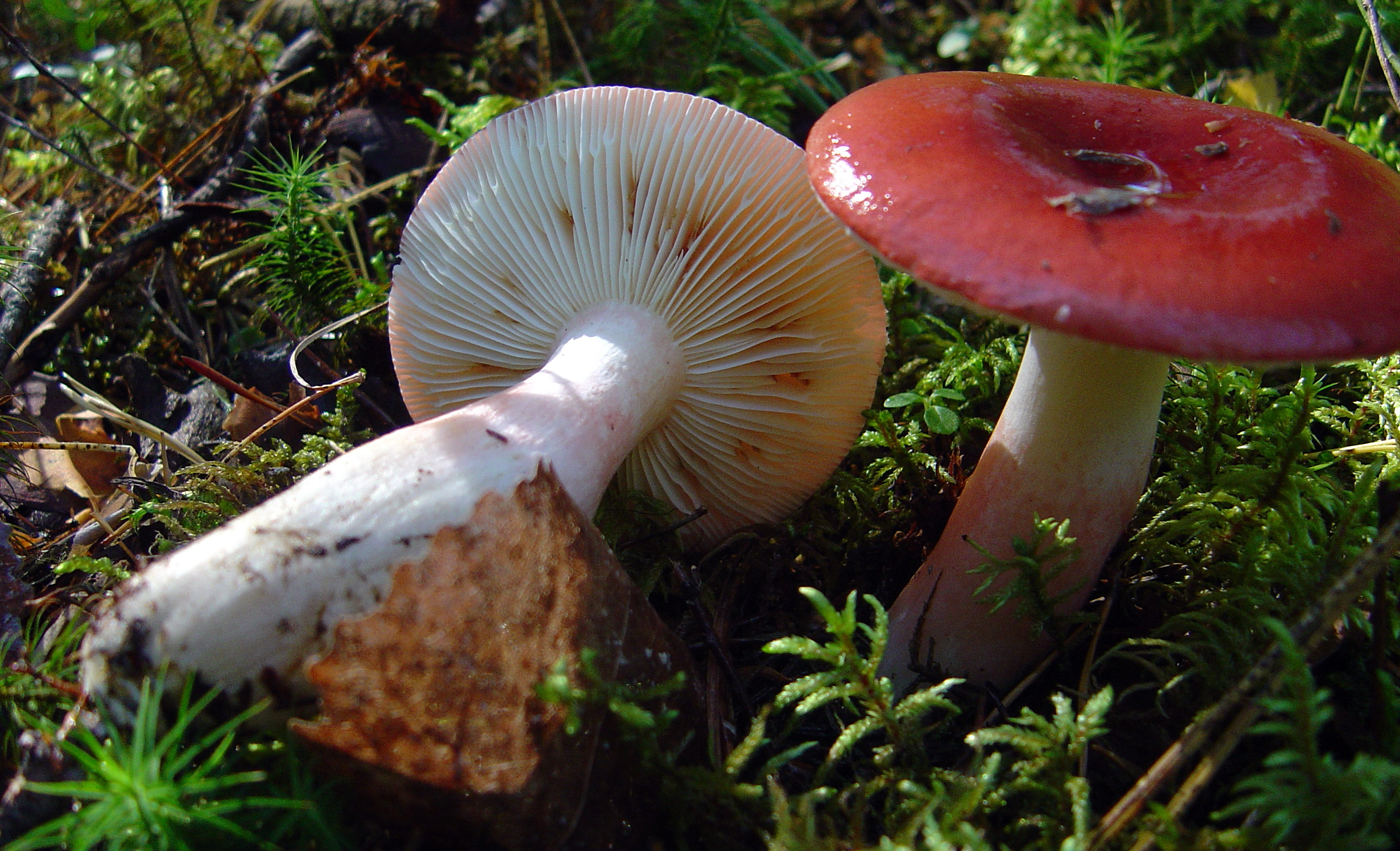
!Russula rhodopus!
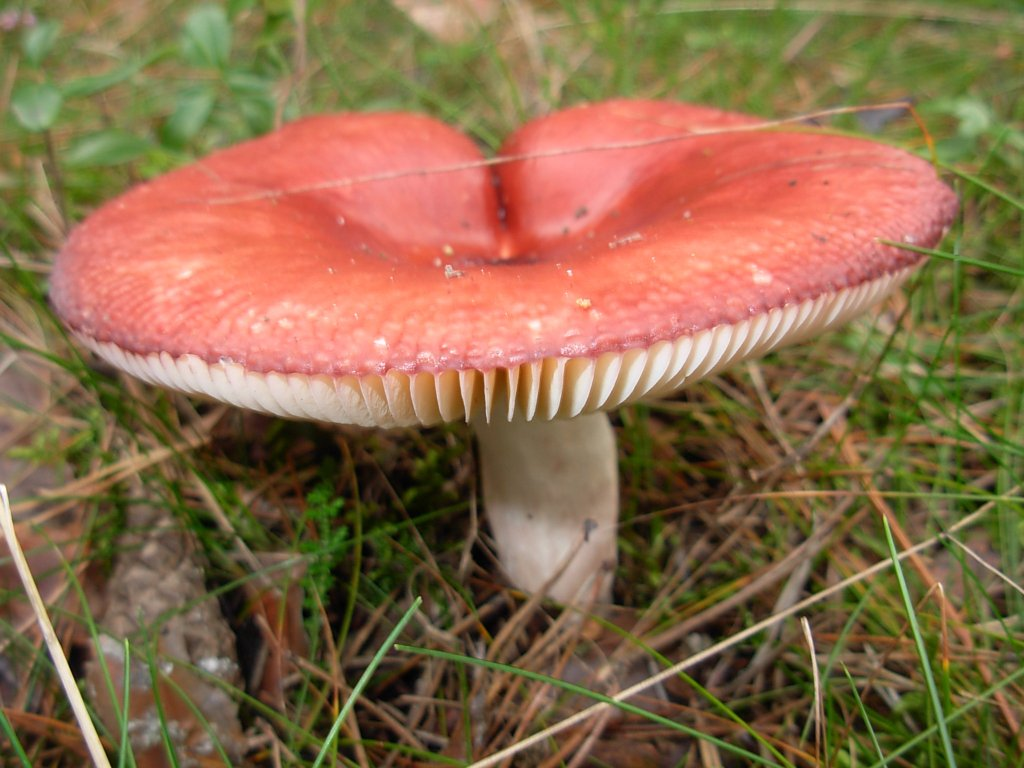
!!Russula rubra!!

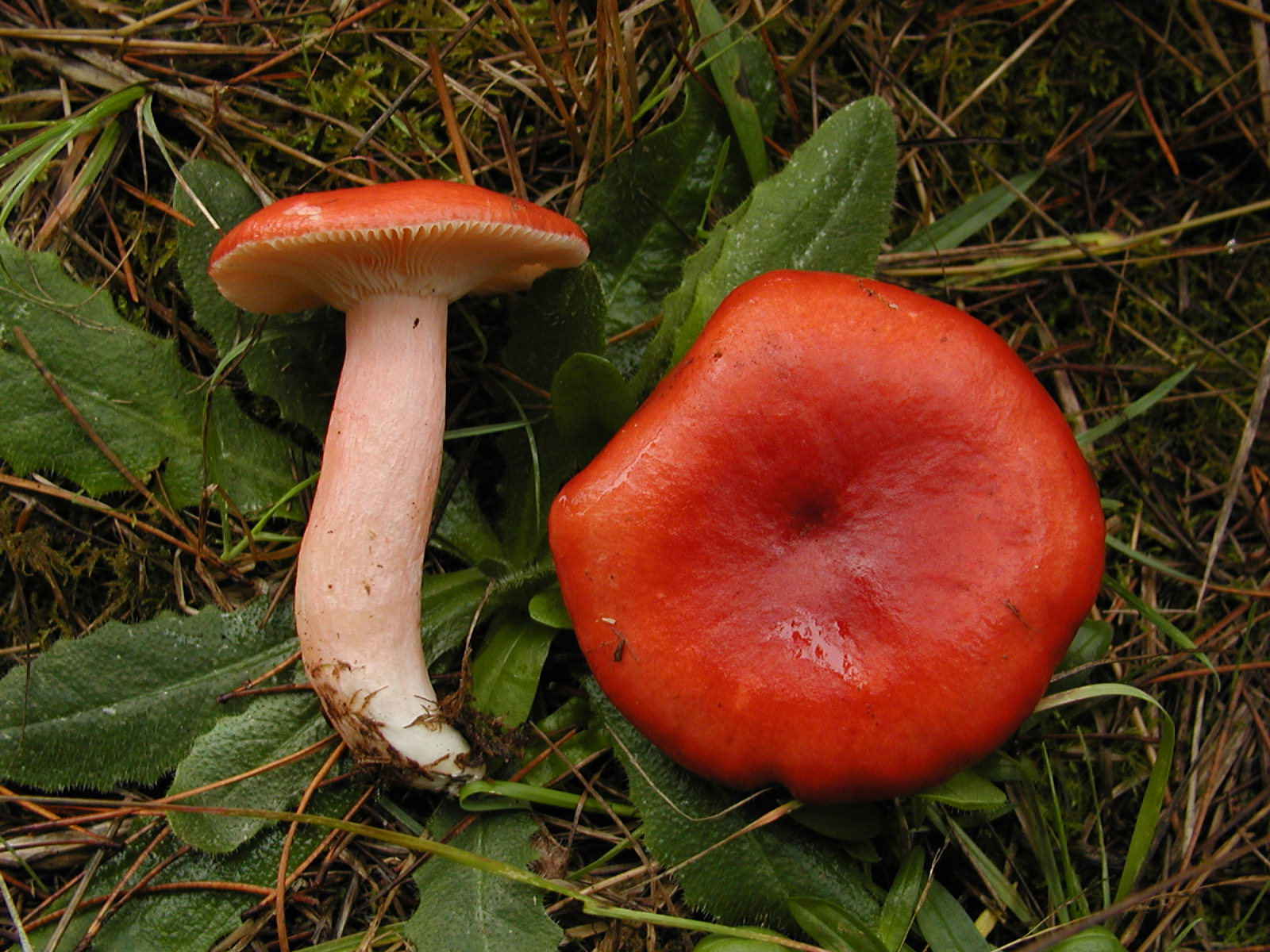
!Russula sanguinea!
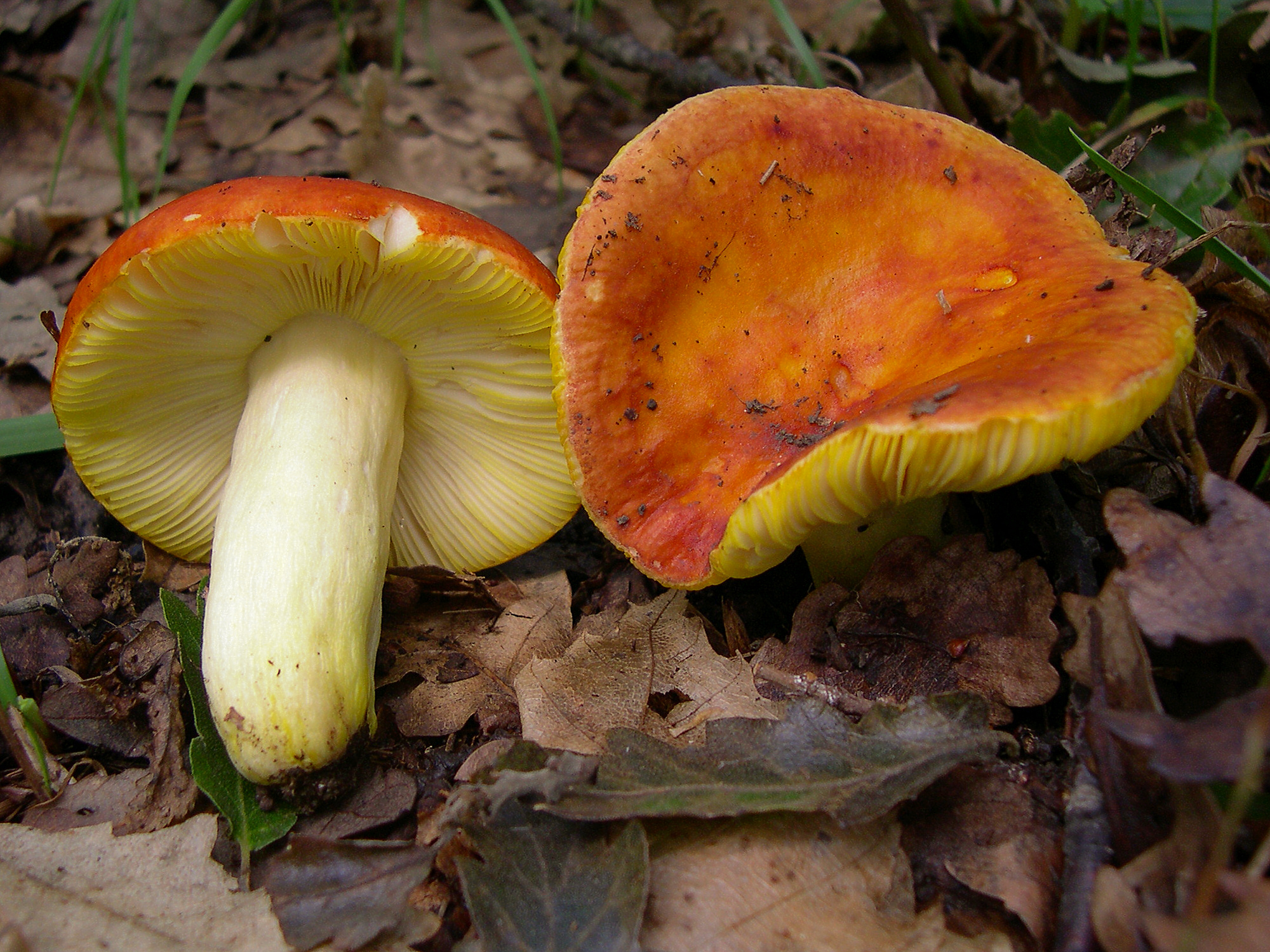
Russula aurea
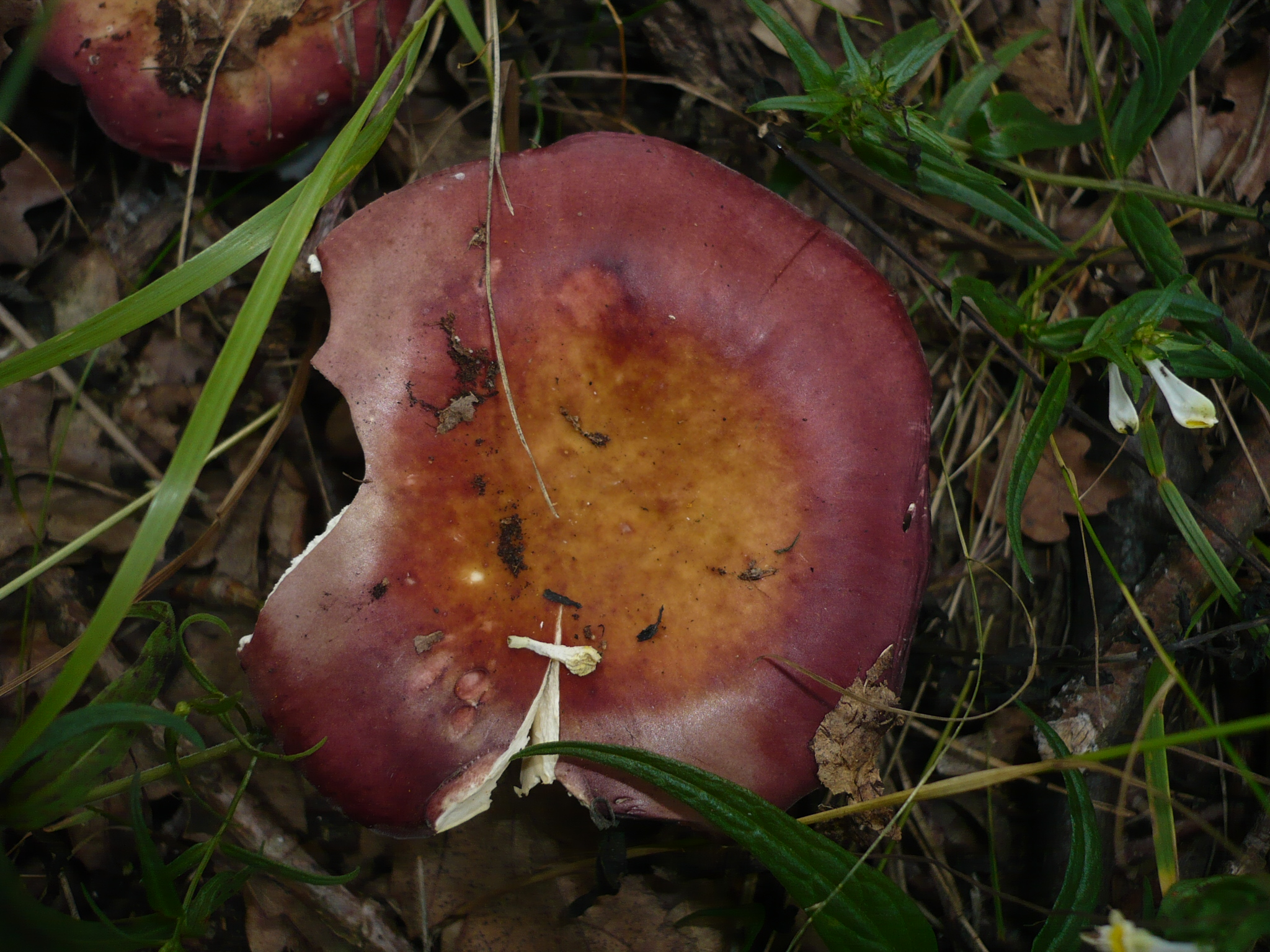
Russula decipiens
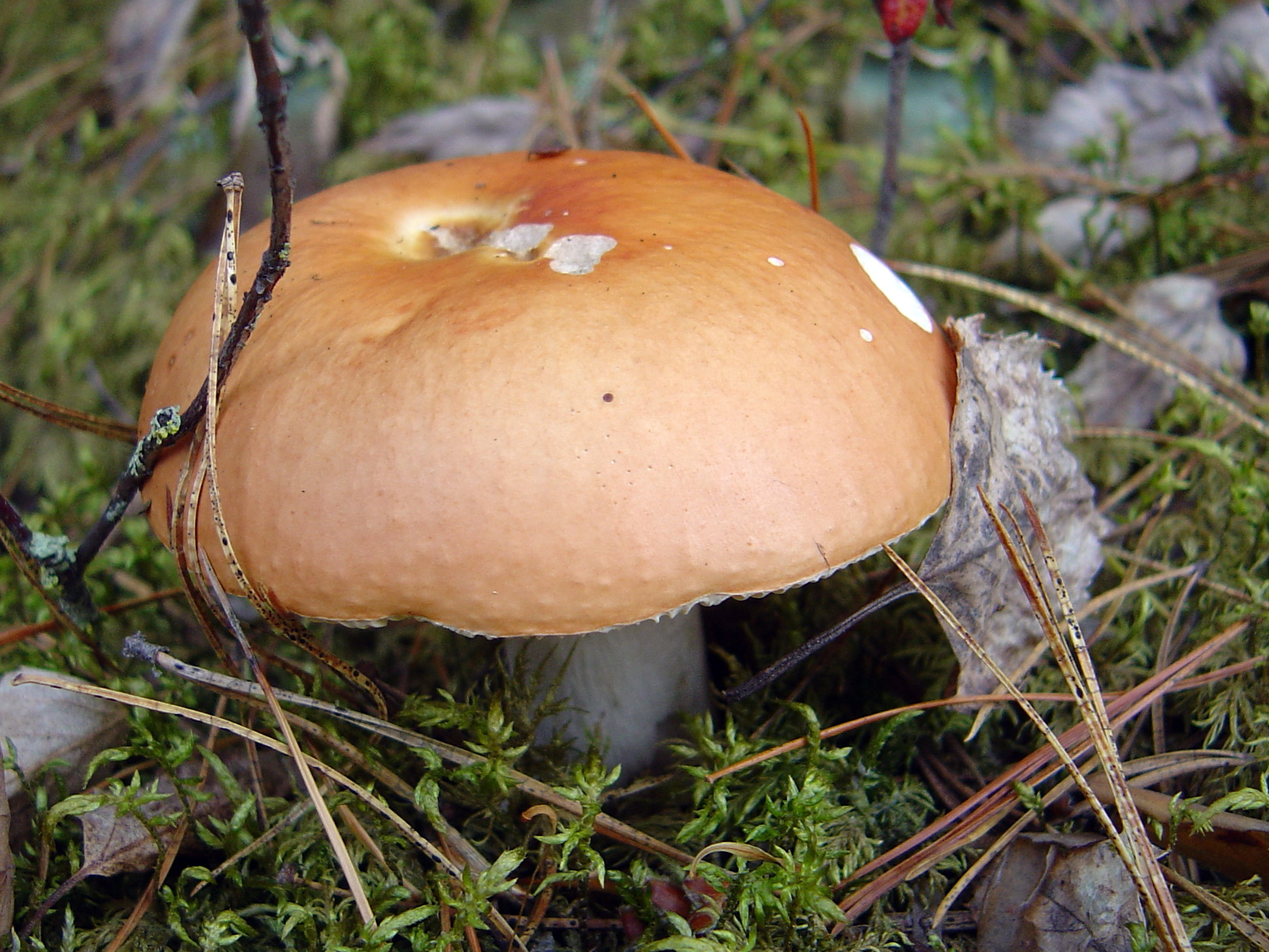
Russula decolorans
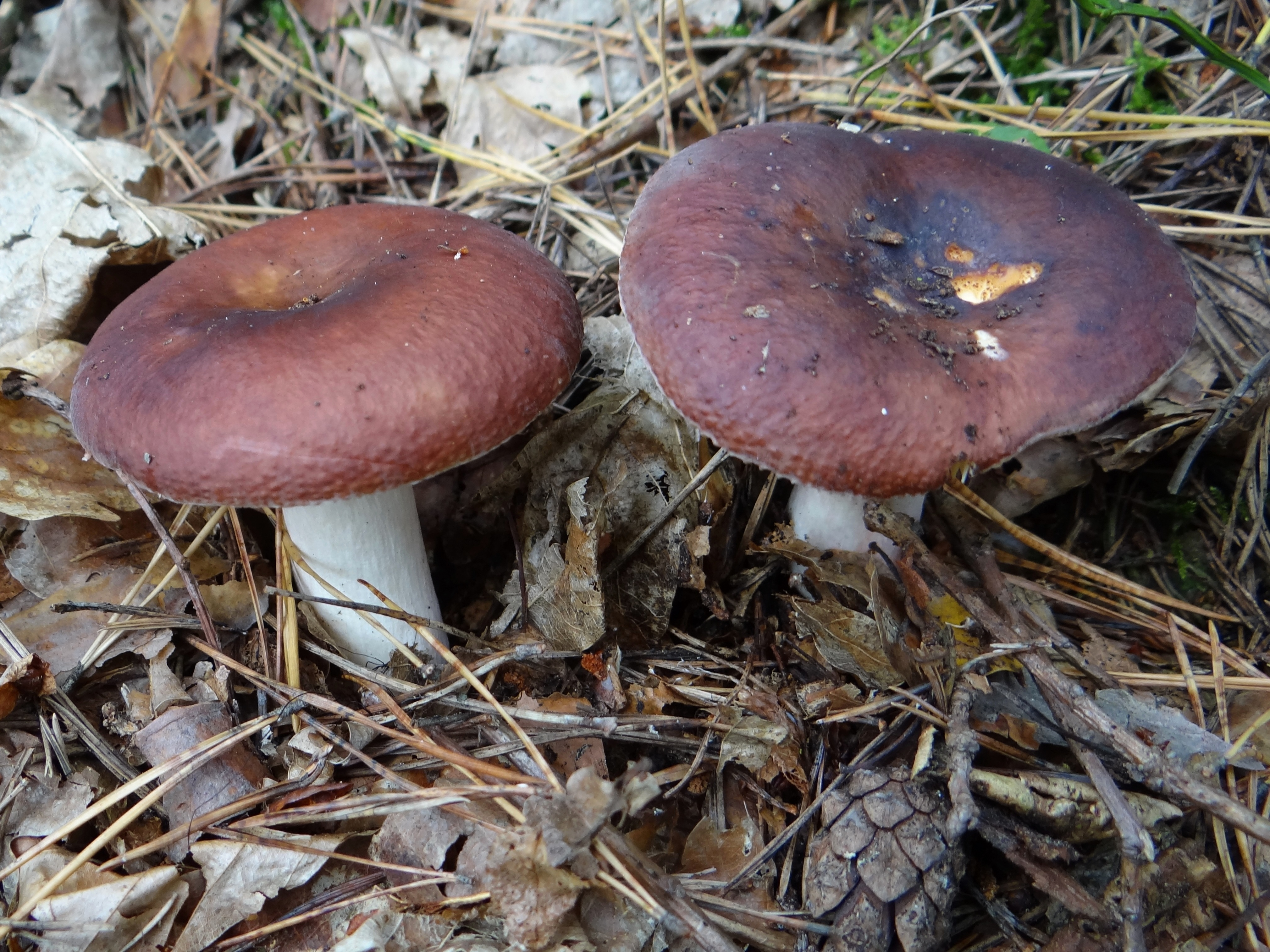
Russula integra
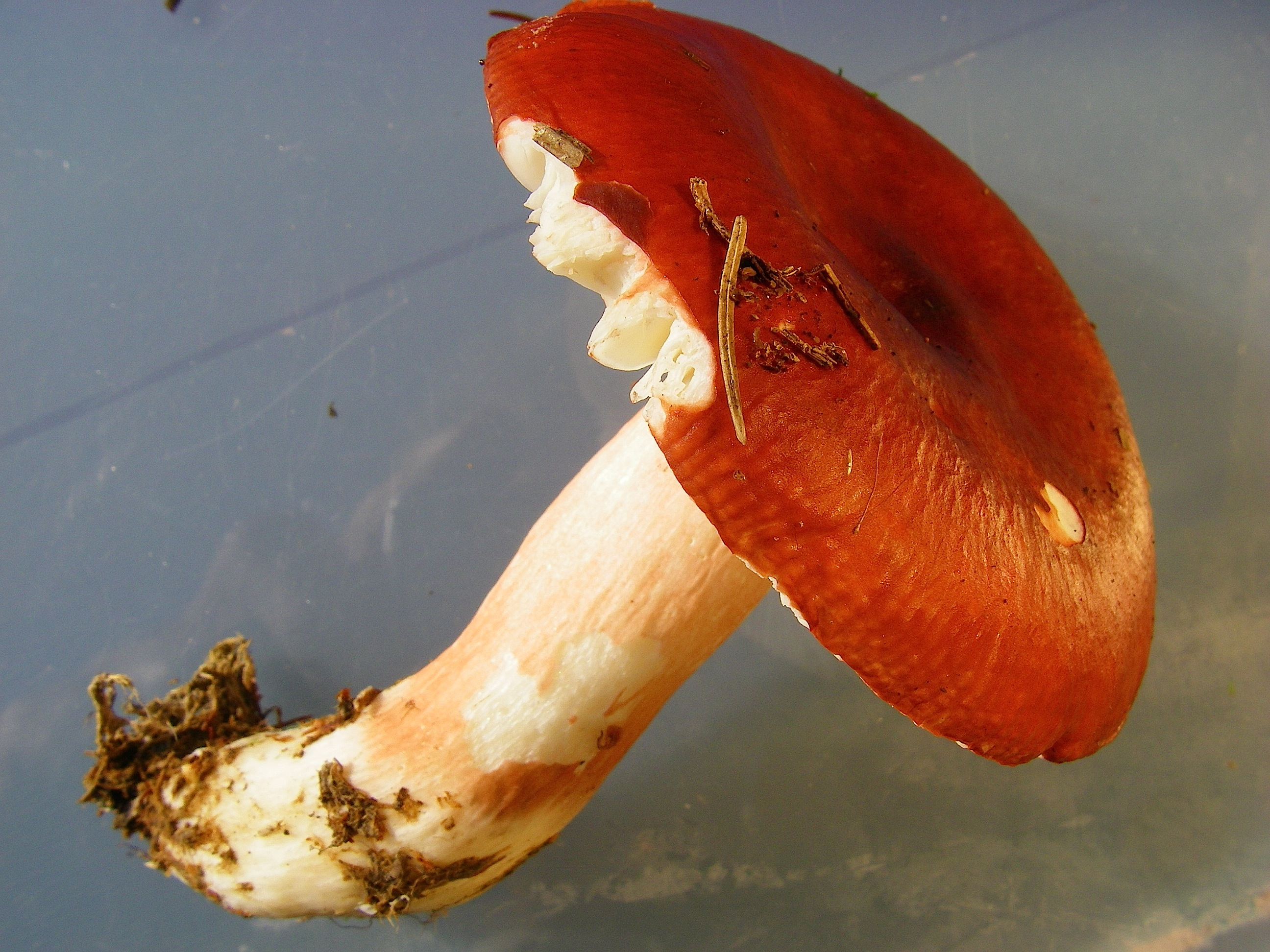
Russula paludosa
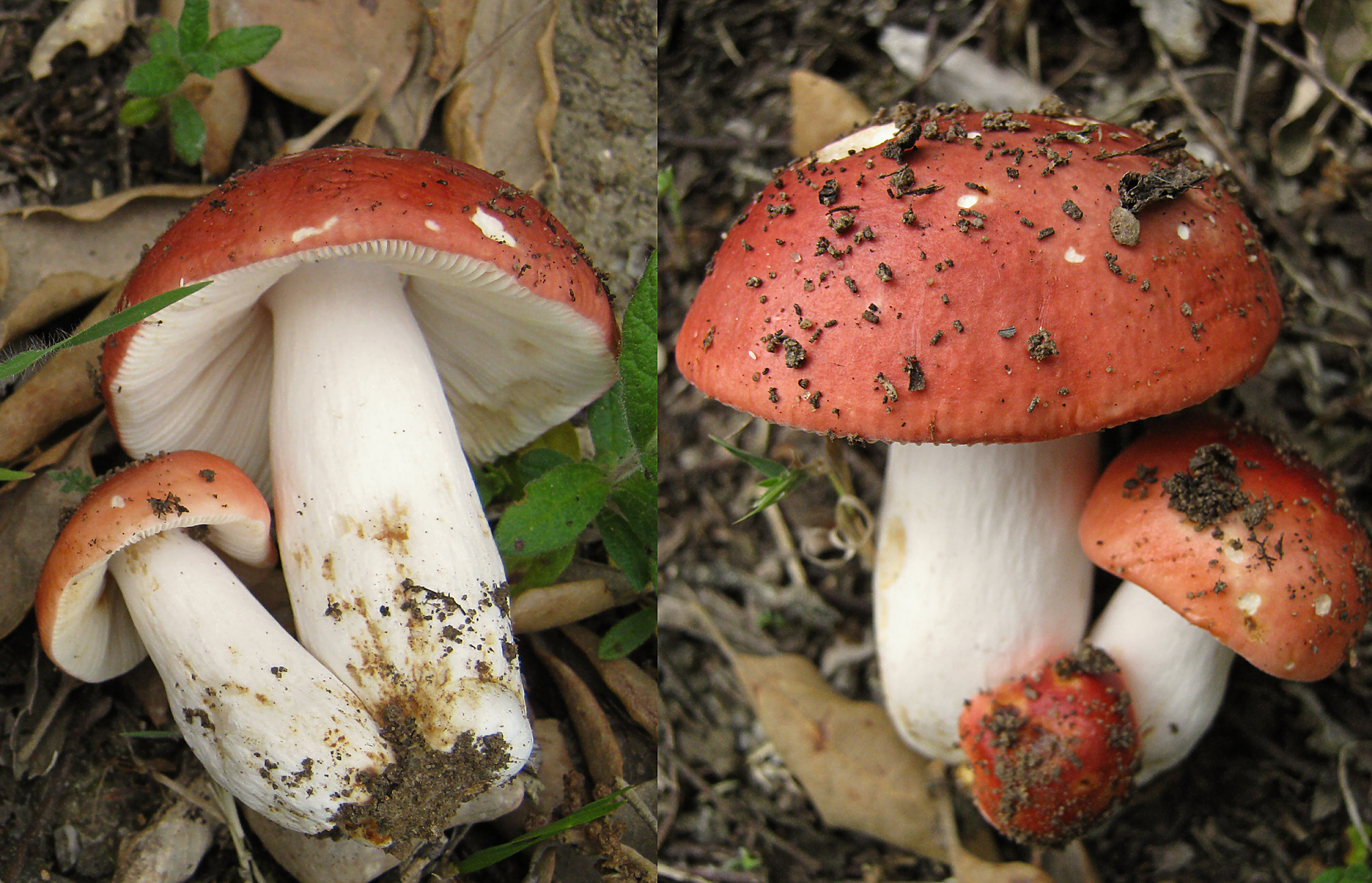
Russula rosea sin. lepida
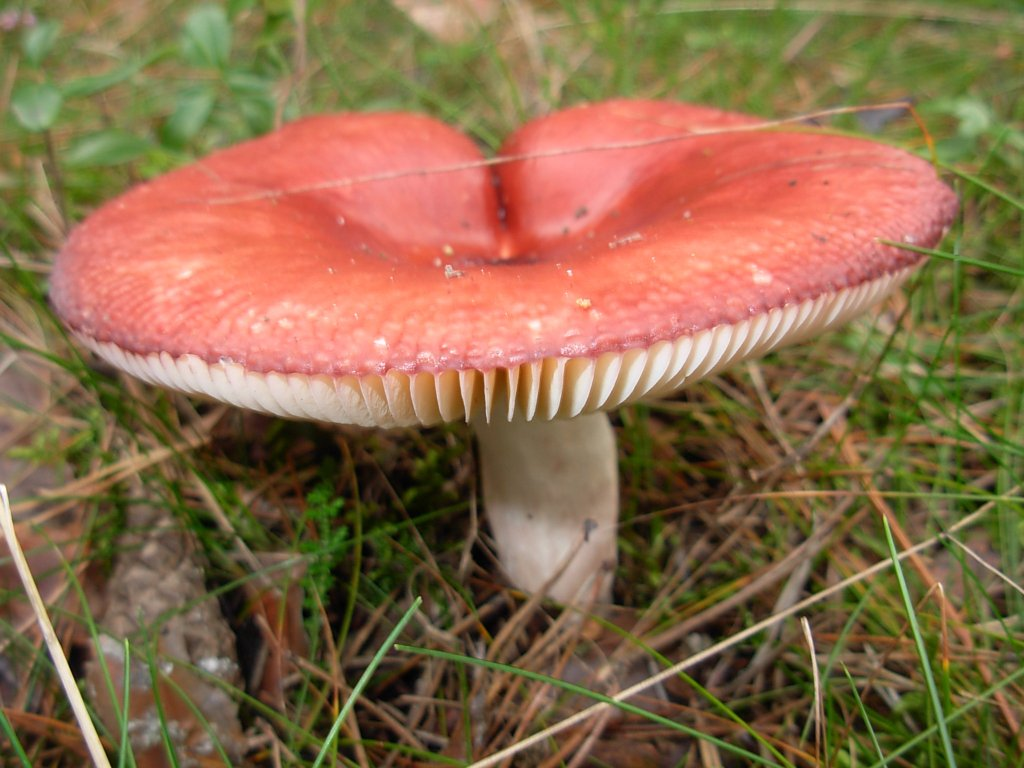
!Russula rubra!
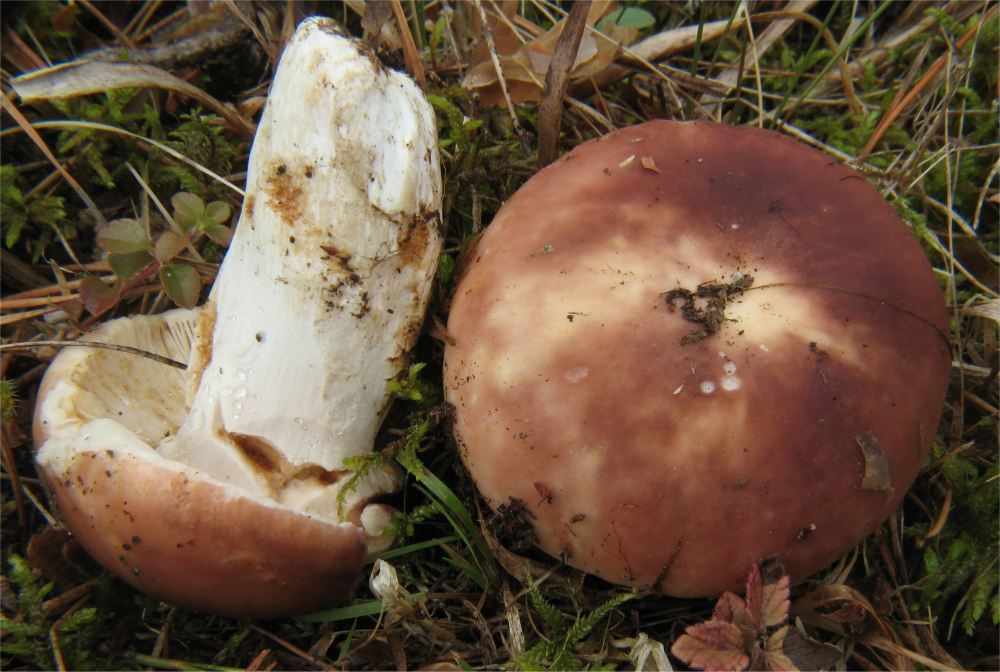
Russula vesca
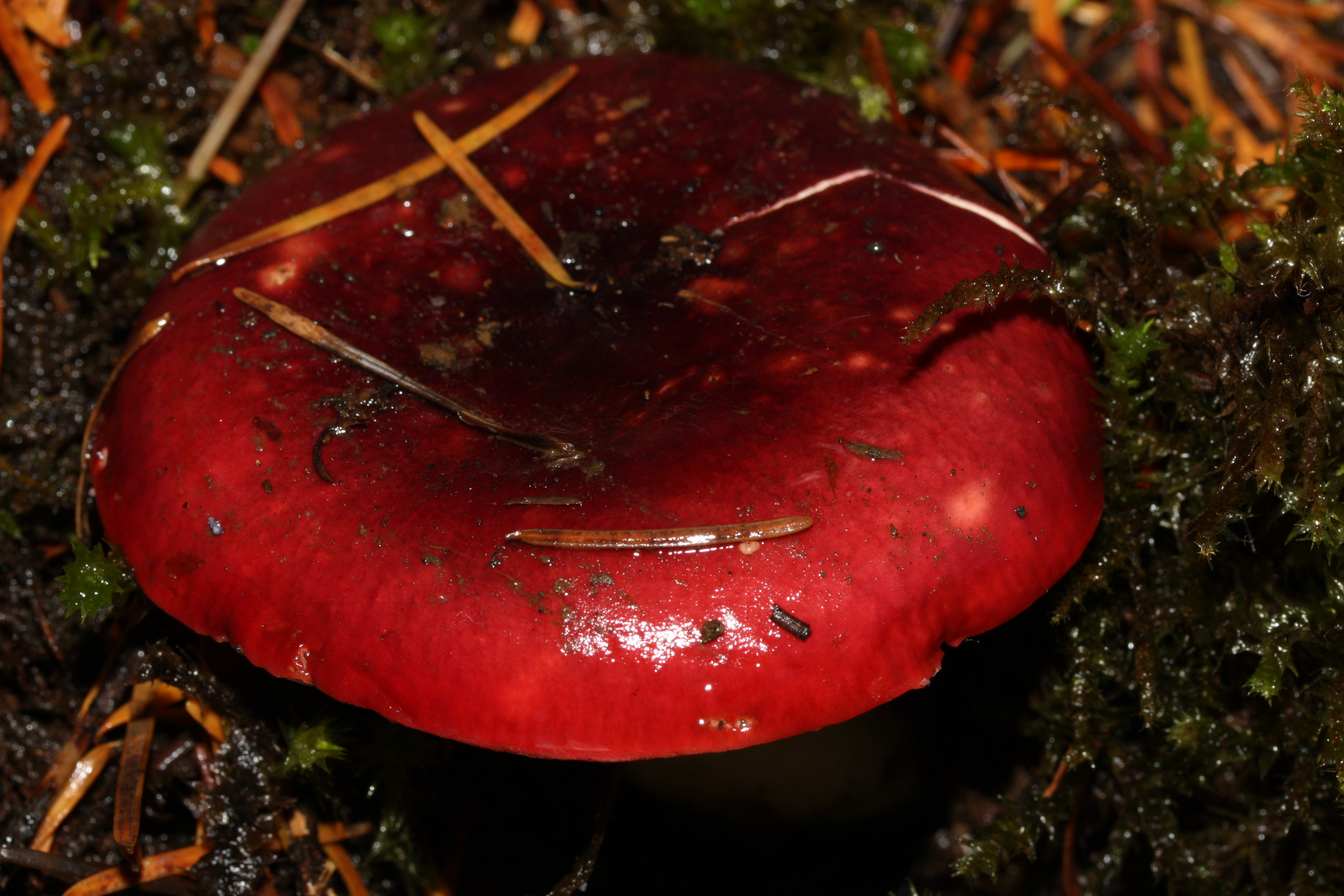
Russula xerampelina